# Sonny Franzese
Sonny Franzese, pseudonimo di John Franzese Sr. (Napoli, 6 febbraio 1917 – New York, 24 febbraio 2020), è stato un mafioso italiano naturalizzato statunitense.
È stato un potente boss della mafia italo-americana. Suo figlio è Michael Franzese, noto "caporegime" della famiglia Colombo.

## Biografia
Franzese, entrò a far parte della famiglia di Joe Profaci alla fine degli anni trenta. Alla metà degli anni cinquanta divenne un importante capodecina e si occupò di racket come: prestiti a usura, frodi ed estorsioni nei dintorni di New York e nel New Jersey.
Dopo la morte di Joe Profaci prima e di Joseph Magliocco poi, Franzese continuò a servire fedelmente la famiglia sia sotto Joe Colombo sia sotto Carmine Persico. Nel 1967 Franzese venne condannato a 50 anni di carcere con l'accusa di aver organizzato una rapina a mano armata. Venne rilasciato sulla parola nel 1978, ma nel 1982 venne di nuovo arrestato per violazione della parola. Nel giugno 1984 venne nuovamente rilasciato sulla parola. Nel 1986 il capo della famiglia Carmine Persico venne condannato all'ergastolo nel processo contro la commissione.
Per gestire la famiglia al suo posto, Persico aveva pensato temporaneamente proprio a Franzese, ma nell'agosto del 1986 Franzese fu nuovamente arrestato. Venne rilasciato nel 1991, periodo in cui si era scatenata una sanguinosa guerra all'interno della famiglia Colombo tra la fazione ribelle guidata da Vic Orena e la fazione dei fedelissimi di Carmine Persico. Franzese fu un fedelissimo di Persico, ma alcuni mesi dopo venne condannato per associazione mafiosa, venne rilasciato nel 2002. Nel 2005 fu nominato vicecapo, ma nei primi mesi del 2007 venne nuovamente arrestato.
Il 24 dicembre 2008, all'età di 91 anni, venne rilasciato dal metropolitan detention center di Brooklyn, tuttavia egli era ancora sotto processo con l'accusa di essere stato uno dei mandanti degli omicidi verificatisi all'inizio degli anni novanta nella guerra interna della famiglia Colombo. Probabilmente Franzese era all'epoca il boss più anziano in attività visto che era considerato il vicecapo della famiglia Colombo, sotto Carmine Persico.
Nel luglio 2010 venne condannato a scontare una pena di 20 anni al termine di un processo che lo vedeva accusato di estorsione ai danni di alcuni locali newyorkesi. A testimoniare contro Franzese suo figlio John Junior, nonostante le accuse mosse dall'avvocato difensore dell'ex capomafia della sospetta tossicodipendenza del figlio che avrebbe potuto influire sulla sua testimonianza.
Nell'approssimarsi del suo centesimo compleanno, John Franzese ricevette come regalo la libertà. Il tribunale del Massachusetts ha infatti scarcerato colui che era il detenuto più anziano degli Stati Uniti e che stava ancora scontando una condanna per estorsione che gli era stata inflitta nel 2010, all’età di 93 anni; la libertà gli fu concessa in considerazione delle sue condizioni di salute. Il vecchio boss era infatti quasi del tutto sordo e soffriva di cuore e di disfunzioni renali. All’uscita dal carcere indossava una tuta da ginnastica grigia, camminava con l’aiuto di un deambulatore e fu accolto dalla minore delle sue figlie. Tornò a vivere a casa di quest’ultima nel quartiere di Brooklyn a New York, che era sempre stata la sua roccaforte.
Morì il 24 febbraio 2020 all'età di 103 anni per cause naturali.